# Маргарита Салас
Маргарита Салас Фальгерас, 1-ша маркіза Канеро (30 листопада 1938 — 7 листопада 2019) — іспанська вчена, медична дослідниця і авторка в галузі біохімії і молекулярної генетики.